# Misterhults skärgård
Misterhults skärgård är en skärgård och ett naturreservat i Misterhults socken i Oskarshamns kommun som ingår i Oskarshamns skärgård.
Området består av en mängd öar som Vinö, Älö, Äspö och Strupö. Flera av dessa, däribland Vinö, är bebodda året runt. Ett generellt byggnadsförbud, som infördes av Länsstyrelsen redan på 1920-talet, har fredat öarna från storskalig bebyggelse under de senare decennierna. Misterhults skärgård är ett naturreservat som bland annat innefattar Älö, Strupö Marsöarkipelagen och Örö. 